# Jesús Savigne
Jesús Savigne Savigne (15 de outubro de 1952) é um ex-jogador de voleibol de Cuba que competiu nos Jogos Olímpicos de 1976.
Em 1976, ele fez parte da equipe cubana que conquistou a medalha de bronze no torneio olímpico, no qual atuou em todas as seis partidas.